# 温泉太郎
温泉 太郎（おんせん たろう、1966年1月5日 - ）は、フリーライター、編集者、イラストレーター。本名 山本和生。三重県伊勢市出身。沖縄県那覇市在住。

## 略歴
皇學館高等学校、名城大学法学部卒業後、出版社に入社。雑誌の編集を担当。8年後退社。フリーで独立し編集、ライター、イラストを手がける。

## 著書

### 共著
- 大竹敏之 『東海発 バカルト紀行』（2004年　風媒社）　ISBN 4833101092